# Kevin Byard
(en) Statistiques sur pro-football-reference
Kevin Leon Byard Jr., né le 17 août 1993 à Philadelphie, en Pennsylvanie, est un joueur américain de football américain évoluant au poste de safety en National Football League (NFL) pour la franchise des Eagles de Philadelphie.

## Biographie

### Enfance
Kevin Byard est né le 17 août 1993 à Philadelphie en Pennsylvanie. Après le divorce de ses parents lorsqu'il avait 14 ans, Byard a déménagé à Atlanta, en Géorgie avec sa mère, son frère ainé, ses deux petits frères et ses trois petites sœurs.

### Carrière universitaire
Étudiant à l'université d'État de Middle Tennessee, il joue pendant quatre saisons pour l'équipe universitaire des Blue Raiders de 2012 à 2015 au sein de la NCAA Division I FBS. Il y établit le record de son université du plus grand nombre d'interceptions en carrière universitaire (19). Il est également sélectionné dans l'équipe type de la Conference USA en 2014 et en 2015. Le numéro 20 qu'il portait a été retiré en 2022 par son université,

### Carrière professionnelle
Il est sélectionné en 64e choix global lors du troisième tour de la draft 2016 de la NFL par la franchise des Titans du Tennessee. Il devient titulaire au poste de free safety durant la saison 2016 après une blessure du vétéran Rashad Johnson.
Il excelle durant la saison 2017 en menant les statistiques de la ligue au niveau du plus grand nombre d'interceptions à égalité avec Darius Slay des Lions de Détroit, avec 8 passes interceptées. Il obtient une sélection au Pro Bowl en plus d'être nommé dans la première équipe-type All-Pro de la ligue.
En juillet 2019, il signe avec les Titans une extension de contrat d'une durée de 5 ans pour un montant total de 70,5 millions de dollars, devenant le safety le mieux payé de l'histoire de la NFL.
Le 23 octobre 2023, Byard est échangé aux Eagles de Philadelphie contre Terrell Edmunds (en) et un choix de cinquième et sixième tour de la draft 2024,.